# Frontier Airlines
Frontier Airlines é uma companhia aérea norte-americana de baixo custo localizada em Denver, estado do Colorado, foi fundada em 1994. Opera voos para 76 destinos nos Estados Unidos, na Costa Rica, na República Dominicana, na Jamaica e no México. A companhia mantém um hub no Aeroporto Internacional de Denver, e outro no Aeroporto Internacional de Kansas City, além de uma focus city no Aeroporto Internacional de Miami. Em 7 de fevereiro de 2022, a Spirit Airlines anunciou que fez uma joint-venture com esta companhia aérea. 

## Frota

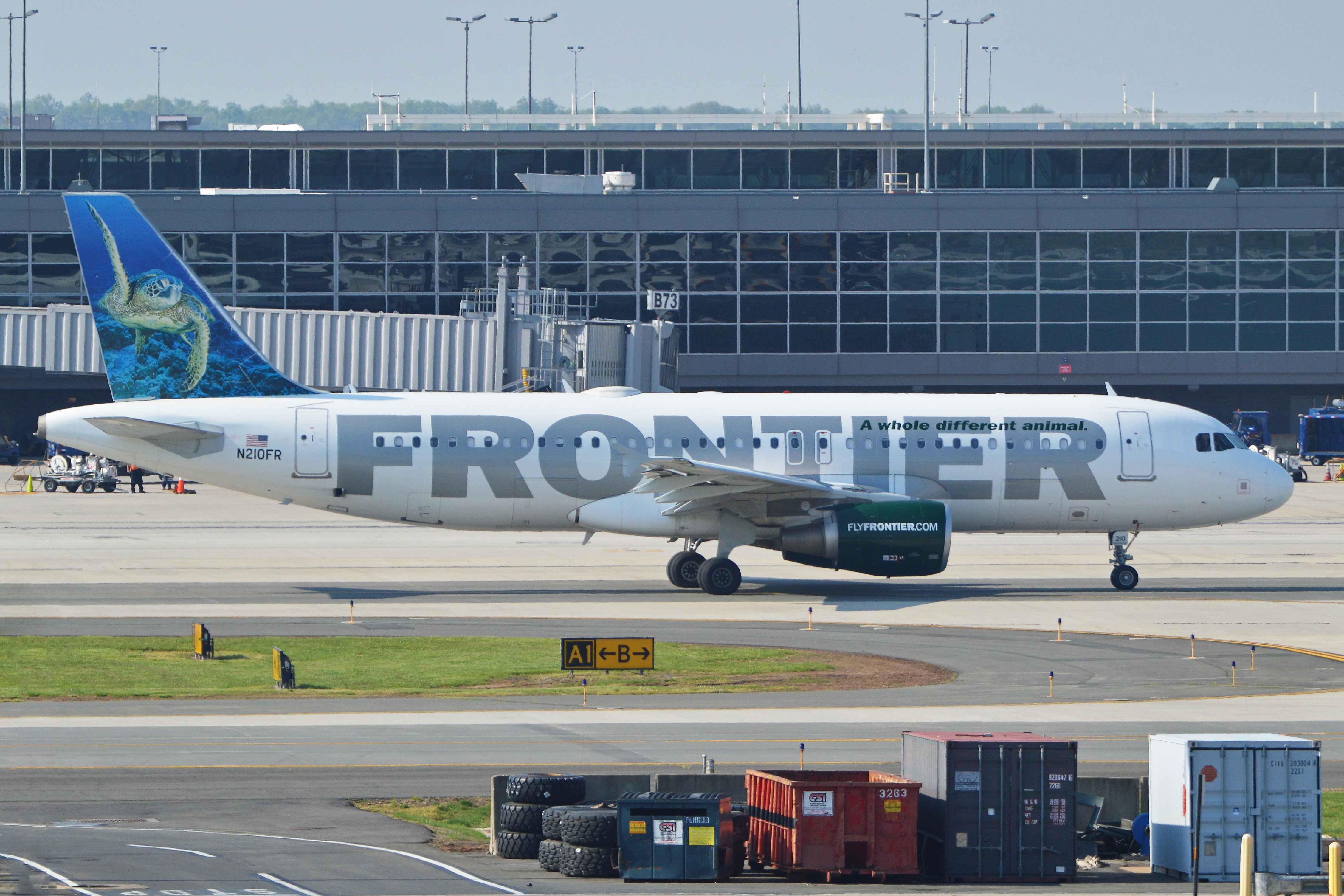
Airbus A320 da Frontier Airlines.

Em 20 de Outubro de 2017 a frota da empresa era composta por:
| Modelo          | Quantidade |
| --------------- | ---------- |
| Airbus A319-100 | 21         |
| Airbus A320-200 | 23         |
| Airbus A320neo  | 13         |
| Airbus A321-200 | 17         |
| Total           | 74         |